# Lac Chautauqua
Pour les articles homonymes, voir Chautauqua.
Le lac Chautauqua est un lac de l'État de New York aux États-Unis situé dans le comté de Chautauqua.